# 찰스 주트로

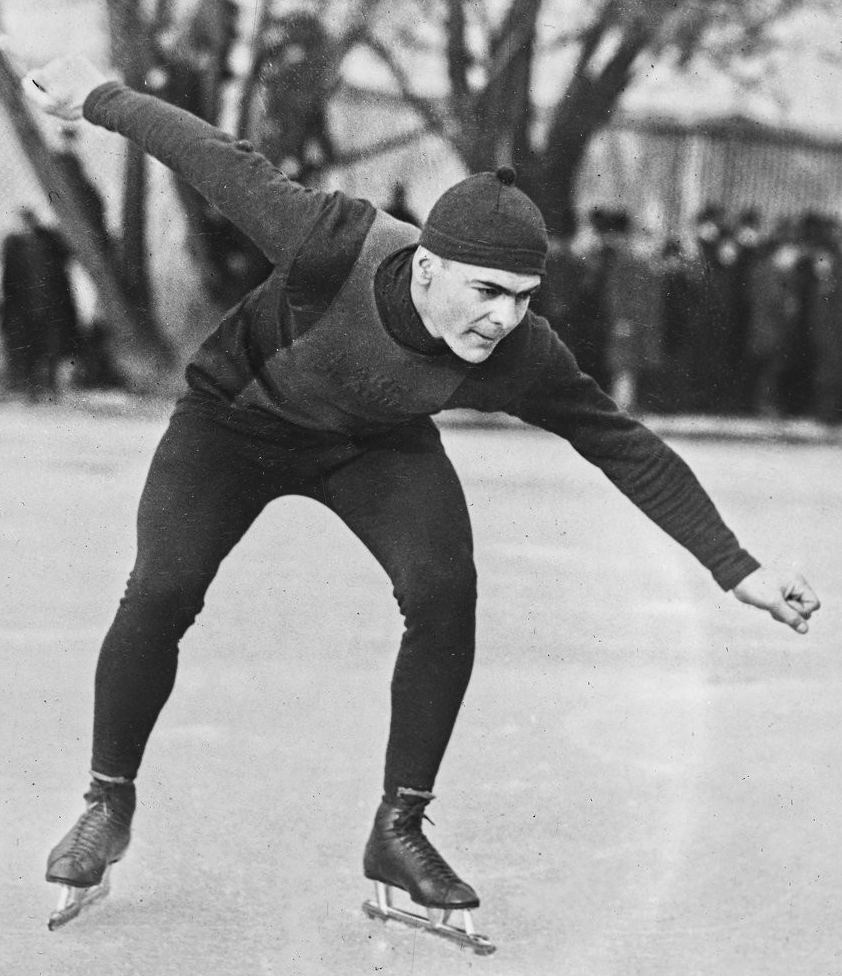

찰스 주트로(영어: Charles Jewtraw, 1900년 5월 5일~1996년 1월 26일)는 미국의 스피드 스케이팅 선수이다.
뉴욕주 북부 클린턴 군에서 태어나 부근의 레이크플래시드 인근에서 자랐다. 1924년 프랑스 샤모니에서 열린 제1회 동계 올림픽 스피드 스케이팅 남자 500m 종목에 출전, 우승하여 금메달을 획득하였다. 그는 동계 올림픽의 첫 번째 금메달리스트로 기록되었다.